# Takuya Ota
Takuya Ota –en japonés: 太田拓弥, Ōta Takuya– (Wakayama, 2 de enero de 1970) es un deportista japonés que compitió en lucha libre.
Participó en los Juegos Olímpicos de Atlanta 1996, obteniendo una medalla de bronce en la categoría de 74 kg. Ganó una medalla de plata en los Juegos Asiáticos de 1994.

## Palmarés internacional
| Juegos Olímpicos | Juegos Olímpicos         | Juegos Olímpicos  | Juegos Olímpicos |
| Año              | Lugar                    | Medalla           | Categoría        |
| ---------------- | ------------------------ | ----------------- | ---------------- |
| 1996             | Atlanta (Estados Unidos) | Medalla de bronce | 74 kg            |
| Juegos Asiáticos |                          |                   |                  |
| Año              | Lugar                    | Medalla           | Categoría        |
| 1994             | Hiroshima (Japón)        | Medalla de plata  | 74 kg            |